# 山口百恵トリビュート Thank You For…
『山口百恵トリビュート Thank You For…』（やまぐちももえトリビュート・サンキュー・フォー）は、山口百恵のトリビュート・アルバム。2004年5月19日リリース（CD：MHCL-614）。

## 解説
山口百恵初のトリビュート・アルバム。レーベルゲートCD2として発売された。
岩崎宏美、中森明菜、辛島美登里、サーカス、SAKURA、Sowelu、つんく、bird、PUFFY、福山雅治、藤井フミヤが参加。
2005年には、トリビュート・アルバムの第2弾『山口百恵トリビュート Thank You For…part2』がリリースされた。

## 収録曲
1. ロックンロール・ウィドウ / 藤井フミヤ
30thシングル
2. 秋桜 / 福山雅治
19thシングル
3. さよならの向う側 / つんく
31stシングル
4. パールカラーにゆれて / Sowelu
14thシングル
5. 愛染橋 / 中森明菜
28thシングル
6. ひと夏の経験 / PUFFY
5thシングル
7. 夢先案内人 / bird
17thシングル
8. プレイバックPart2 / 辛島美登里
22ndシングル
9. しなやかに歌って / サーカス
27thシングル
10. ロックンロール・ウィドウ / SAKURA
30thシングル
11. 乙女座宮 / 岩崎宏美
21stシングル